# Calf of Linga

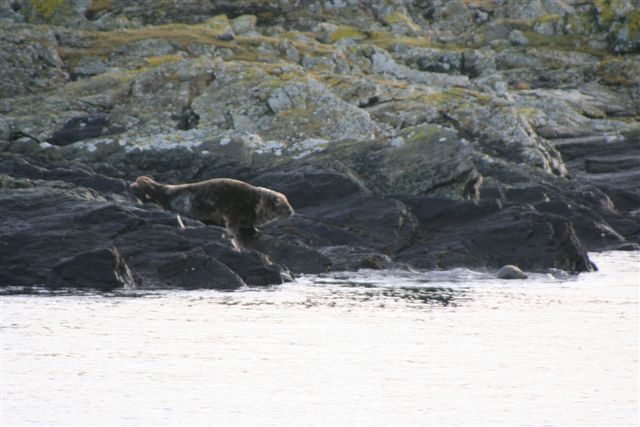
Eine Robbe auf Calf of Linga

Calf of Linga ist eine kleine Insel, die im Osten der zu Schottland zählenden Shetlands liegt.

## Geographie
Calf of Linga gehört zu einer Gruppe von unbewohnten Inseln, die vor der östlichen Küste der Insel Whalsay in der Nordsee liegen. Die räumlich nächste von ihnen ist East Linga im Südwesten, von der es durch eine schmale Wasserstraße getrennt wird. Weitere sind Grif Skerry im Osten sowie Isbister Holm, Mooa und Nista im Nordwesten.

## Historisches
Im Rahmen der historischen Gliederung Schottlands in Civil Parishes zählt Calf of Linga zu Nesting.